# Holger Löhr
Holger „Spiky“  Löhr (* 25. Juli 1970 in Oftersheim bei Heidelberg) ist ein deutscher Handballtrainer und ehemaliger Handballspieler. Für die deutsche Handballnationalmannschaft bestritt er 95 A-Länderspiele, in denen er 219 Tore erzielte. Seine Spielposition war Rechtsaußen.
Bereits als 16-Jähriger spielte er beim TSV Oftersheim in der 2. Handball-Bundesliga. Danach wechselte er zum VfL Pfullingen. Dort spielte zur damaligen Zeit auch Markus Baur, mit dem Löhr heute noch gut befreundet ist. In Pfullingen erhielt er auch den Spitznamen „Spiky“, der sich auf den Namen des Pitbulls „Spike“ aus der Zeichentrickserie Tom und Jerry bezieht. Der Spitzname war eine Anspielung auf seinen Oberkörper. Danach wechselte der  Linkshänder über die Stationen SG Leutershausen, VfL Gummersbach, TV Großwallstadt und SG Willstätt/Schutterwald 2002 zur SG Kronau-Östringen. Dort musste der Betriebswirt Ende 2005 seine Sportkarriere auf Grund einer Knieverletzung beenden. Der mit 1,71 Meter Körperlänge für einen Handballspieler relativ kleine Löhr war für seine hohe Motivation, Einsatz und Siegeswillen bekannt. Er erzielte insgesamt 999 Bundesligafeldtore. Für die Handballweltmeisterschaft 2007 war er als WM-Botschafter tätig.
Die Rhein-Neckar Löwen wollten ihn danach als Co-Trainer verpflichten. Löhr lehnte dieses Angebot jedoch ab. Anfang 2007 wurde er Trainer der SG Leutershausen, die er aus der Oberliga Baden-Württemberg in die 2. Bundesliga führte. Am 1. Oktober 2013 trat er als Trainer der SGL zurück. Ab der Saison 2017/18 bis zum Saisonende 2020/21 trainierte er den Drittligisten HG Oftersheim/Schwetzingen und übernahm später die U17-Mannschaft des Vereins.
Ab der Saison 2024/25 kehrte er zu den Löwen zurück und übernahm das Traineramt für das Drittligateam Rhein-Neckar Löwen II. Zu seinen Aufgabenschwerpunkten gehört die Anschlussförderung zwischen Jugend- und Profihandball.

## Erfolge
- Deutscher Vizemeister mit der SG Leutershausen 1992
- Teilnahme an der Weltmeisterschaft 1993
- Teilnahme an der Europameisterschaft 1995
- Bronzemedaille bei der Europameisterschaft 1998
- Teilnahme an den Olympischen Spielen 1996
- Zwei Bundesligaaufstiege mit der SG Kronau/Östringen